# James Davis Borikó
Pour les articles homonymes, voir James Davis (homonymie) et Davis.
James Anthony Davis Borikó, abrégé James Davis, né le 5 juillet 1995 à Palma, est un footballeur international équatoguinéen. Il évolue au poste de défenseur gauche au RCD Majorque B.

## Carrière

### En sélection
James Davis honore sa première sélection le 26 mars 2015 lors d'un match amical contre l'Égypte (défaite 2-0).

## Statistiques
| Saison                | Club                  | Championnat           | Championnat | Championnat | Coupe(s) nationale(s) | Coupe(s) nationale(s) | Guinée équatoriale | Guinée équatoriale | Total | Total |
| Saison                | Club                  | Division              | M.          | B.          | M.                    | B.                    | M.                 | B.                 | M.    | B.    |
| 2014-2015             | RCD Majorque B        | Segunda División B    | 16          | 0           | -                     | -                     | 2                  | 0                  | 18    | 0     |
| 2015-2016             | RCD Majorque B        | Tercera División      | 27          | 0           | -                     | -                     | -                  | -                  | 27    | 0     |
| 2015-2016             | RCD Majorque          | Liga Adelante         | 6           | 0           | 0                     | 0                     | 1                  | 0                  | 7     | 0     |
| 2016-2017             | RCD Majorque B        | Segunda División B    | 7           | 0           | -                     | -                     | -                  | -                  | 7     | 0     |
| Total sur la carrière | Total sur la carrière | Total sur la carrière | 56          | 0           | 0                     | 0                     | 3                  | 0                  | 59    | 0     |